# Oak Run (Illinois)
Oak Run es un lugar designado por el censo ubicado en el condado de Knox en el estado estadounidense de Illinois. En el Censo de 2010 tenía una población de 547 habitantes y una densidad poblacional de 47,89 personas por km².

## Geografía
Oak Run se encuentra ubicado en las coordenadas 40°57′49″N 90°7′44″O / 40.96361, -90.12889. Según la Oficina del Censo de los Estados Unidos, Oak Run tiene una superficie total de 11.42 km², de la cual 9.16 km² corresponden a tierra firme y (19.82%) 2.26 km² es agua.

## Demografía
Según el censo de 2010, había 547 personas residiendo en Oak Run. La densidad de población era de 47,89 hab./km². De los 547 habitantes, Oak Run estaba compuesto por el 96.71% blancos, el 1.65% eran afroamericanos, el 0% eran amerindios, el 0.37% eran asiáticos, el 0% eran isleños del Pacífico, el 0.18% eran de otras razas y el 1.1% pertenecían a dos o más razas. Del total de la población el 0.91% eran hispanos o latinos de cualquier raza.